# 徐州医学院第二附属医院
徐州医学院第二附属医院、也称徐州矿务集团总医院，是江苏省的一所医院，为三级乙等医院，位于徐州市煤建路32号。

## 历史
1990年，随着徐州医学院的办学规模扩大，徐医附院的教学床位已很难满足临床教学要求，同时筹建中的医学影像专业又缺乏必要的教学条件。因此，徐州医学院决定新建一所附属医院和肿瘤防治研究所。经与徐州矿务局协商，决定依托徐州矿务局中心医院筹建徐州医学院第二附属医院和徐州医学院肿瘤防治研究所。
1991年4月，徐州医学院向江苏省教委呈报了《关于徐州医学院与徐州矿务局对徐州矿务局中心医院实行联合办院建立徐州医学院第二附属医院的请示》(徐医(1991]40号)。省教委于1991年6月28日下文同意徐州矿务局中心医院为徐州医学院第二附属医院(苏教高教[1991]43号)。1992年9月15日，双方决定共同成立联合办院委员会，首任主任委员是许志大（徐州医学院一方）、胡文聚（矿务局方）。1992年9月28日，双方正式签署成立二附院的协议。同日，二附院和肿瘤所正式挂牌成立。
第二附属医院是继1959年徐州市第二人民医院成为学校的附属医院后新增的第一所非直属附院，以后建成的非直属附院大都采取类似的合作形式。双方的合作于2006年结束，原有的工作人员或返回学校，或补充到徐医附院相关科室工作。2016年，复星集团旗下复星医药投资5.3亿参与重组徐矿集团旗下医院，包括徐州矿务集团总医院。